# Comarca dos Açores
A comarca dos Açores é uma comarca integrada na divisão judiciária de Portugal. Tem sede na cidade de Ponta Delgada.
A comarca abrange uma área de 2 333 km² e tem como população residente 246 746 habitantes (2011).
Integram a comarca dos Açores todos os municípios da Região Autónoma dos Açores:
- Ponta Delgada (sede)
- Angra do Heroísmo
- Calheta
- Corvo
- Horta
- Lajes das Flores
- Lajes do Pico
- Lagoa
- Madalena
- Nordeste
- Povoação
- Praia da Vitória
- Ribeira Grande
- Santa Cruz da Graciosa
- Santa Cruz das Flores
- São Roque do Pico
- Velas
- Vila do Porto
- Vila Franca do Campo

A comarca dos Açores integra a área de jurisdição do Tribunal da Relação de Lisboa.